# Dasypogon atripes
Dasypogon atripes är en tvåvingeart som beskrevs av Fabricius 1805. Dasypogon atripes ingår i släktet Dasypogon och familjen rovflugor.
Artens utbredningsområde är Jungfruöarna. Inga underarter finns listade i Catalogue of Life.